# Захария (архиепископ Тверской)

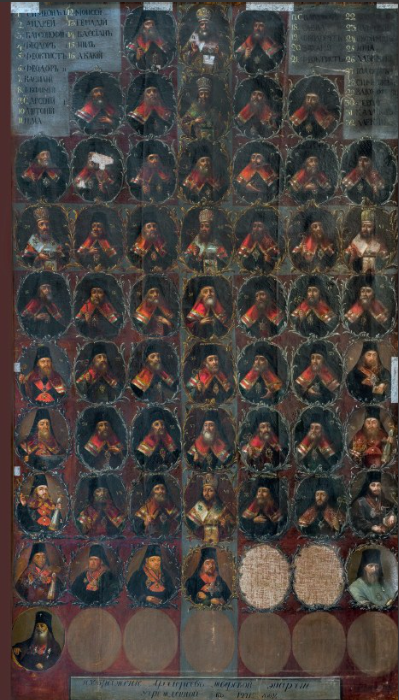
Портреты епископов Тверских от Симеона до Евсевия, кон. XVIII - сер. XIX вв. Портрет еп. Захария под номером 20

Архиепископ Захария (ум. 1602) — епископ Русской православной церкви, архиепископ Тверской и Кашинский.

## Биография
Был архимандритом Владимирского Рождественского монастыря;
Рукоположен в 1578 году в епископа Тверского и Кашинского.
Участвовал на соборах 1580, 1584 и 1589 годах, когда возведён был в сан архиепископа и некоторое время имел название «Тверского и Старицкого» (пока решался вопрос об открытии новой кафедры епископа Дмитровского и Кашинского).
Захария венчал на царство Бориса Годунова.
Летописи рассказывают о чуде, бывшем в его время в Твери: бродившие по русскому царству поляки сняли с гроба чудотворца тверского святителя Арсения шитый золотом покров, и один из поляков положил его на седло и сел, «но абие чудесно силою божественною и с конём поднят был выше церкви и пад издше»; покров ветром отбросило на церковный крест.
Скончался архиепископ Захария в начале XVІІ столетия.